# Tapinocyba distincta
Tapinocyba distincta là một loài nhện trong họ Linyphiidae.
Loài này thuộc chi Tapinocyba. Tapinocyba distincta được Richard C. Banks miêu tả năm 1892.